# Rostam Beyg
Rostam Beyg (persiska: رُستَم بِگی, Rostam Begī, رُستَم بِيك, پازَنی, رُستَم بَك, رستم بیگ) är en ort i Iran.   Den ligger i provinsen Chahar Mahal och Bakhtiari, i den centrala delen av landet, 500 km söder om huvudstaden Teheran. Rostam Beyg ligger 1 592 meter över havet och antalet invånare är 131.
Terrängen runt Rostam Beyg är huvudsakligen kuperad, men västerut är den bergig. Rostam Beyg ligger nere i en dal. Runt Rostam Beyg är det ganska tätbefolkat, med 75 invånare per kvadratkilometer. Närmaste större samhälle är Māl-e Khalīfeh, 7,5 km nordost om Rostam Beyg. Omgivningarna runt Rostam Beyg är i huvudsak ett öppet busklandskap.